# Заполье (Матигорское сельское поселение)
Заполье — деревня в Холмогорском районе Архангельской области.

## География
Находится в центральной части Архангельской области на расстоянии приблизительно 3 км на юг по прямой от районного центра села Холмогоры на левобережье Северной Двины между деревнями Харлово и Данилово.

## История
В 1905 году здесь (тогда деревня Холмогорского уезда Архангельской губернии) было учтено 14 дворов. До 2022 года входила в Матигорское сельское поселение до его упразднения.

## Население
Численность населения: 80 человек (1905 год), 177 (русские 98 %) в 2002 году, 169 в 2010.